# Cosimo Cinieri
Cosimo Cinieri (Taranto, 1938. augusztus 20. – Róma, 2019. augusztus 19.) olasz színész.

## Filmjei
- Tre nel mille (1971)
- La mano spietata della legge (1973)
- A Guernica-fa (L'arbre de Guernica) (1975)
- Vérvonal (Bloodline) (1979)
- Egy nevetséges ember tragédiája (La tragedia di un uomo ridicolo) (1981)
- A New York-i mészárlás ()Lo squartatore di New York (1982)
- Manhattan Baby (1982)
- I guerrieri dell'anno 2072 (1984)
- Gyilkos rock (Murderock - Uccide a passo di danza) (1984)
- Poncius Pilátus szerint (Secondo Ponzio Pilato) (1987)
- Rebus (1989)
- Mia dolce Gertrude (1991)
- Antelope Cobbler (1993)
- Pizzicata (1996)
- Ultimo bersaglio (1996)
- Intolerance (1996)
- Consigli per gli acquisti (1997)
- La vespa e la regina (1999)
- Fortezza Bastiani (2002)
- Poco più di un anno fa (2003)
- Tre punto sei (2003)
- A csoda (Il miracolo) (2003)
- Il ronzio delle mosche (2003)
- Tu chiamala musica (2007)
- Segretario particolare (2007)
- Cavie (2009)
- Faccio un salto all'Avana (2011)
- Como estrellas fugaces (2012, hang)
- Ritual - Una storia psicomagica (2013)
- Pasolini, la verità nascosta (2013)
- Ameluk (2014)
- Los Feliz (2016)
- Le guerre horrende (2017)
- Beyond the Mist (2018)